# Taraxacum brachyglossum
Taraxacum brachyglossum — вид рослин з родини айстрових (Asteraceae), поширений у Європі від Британських островів і Франції до України й Фінляндії.

## Поширення
Поширений у Європі від Британських островів і Франції до України й Фінляндії.